# Abram Szajman
Abram Abe Szajman GOMA • ComMM • ComRB (São Paulo, 20 de julho de 1939) é um empresário brasileiro, presidente da Federação do Comércio de Bens, Serviços e Turismo do Estado de São Paulo (Fecomercio-SP), fundador da VR Benefícios (atualmente conhecida por sua nova marca VR, desde 2022), empresa líder de mercado no segmento de Serviços e Consultoria de TI, voltado ao ramo de refeições conveniadas, e presidente do Centro do Comércio do Estado de São Paulo e dos Conselhos Regionais do SESC e do SENAC de São Paulo, e vice-presidente da Confederação Nacional do Comércio de Bens, Serviços e Turismo (CNC). Assumiu em 2009 a presidência do Sebrae, em mandato que durou dois anos . 

## Histórico
Abram Szajman nasceu no Bom Retiro, bairro paulistano próximo à Estação da Luz. O local tem um histórico de receber imigrantes: primeiro os italianos, a seguir judeus da Europa Oriental, em seguida coreanos e bolivianos.
Filho de imigrantes poloneses, seus pais chegaram ao Brasil no início da década de 1930. O nome Szajman se pronuncia “chaiman”, já que no polonês a junção “sz” soa como o "ch" em português e o “j”, como em outras línguas européias, equivale ao “i”. 
Aos dez anos de idade, após concluir o curso primário no Grupo Escolar Prudente de Moraes, colégio público situado no Jardim da Luz, começou a trabalhar como office-boy na loja do tio. 
Os anos de trabalho na empresa familiar lhe proporcionaram o aprendizado para mais tarde aventurar-se a criar seu próprio negócio. Em 1957 conclui a Escola de Comércio Álvares Penteado, no centro da cidade, no Largo São Francisco. Em 1959 entra para o CPOR (Centro de Preparação de Oficiais da Reserva), a maneira que encontrou para resgatar, como filho de imigrantes, a dívida de gratidão para com o país que acolheu sua família. Como ele, outros companheiros de infância do Bom Retiro saíram do anonimato para fazer carreira nos negócios, em profissões liberais, na cátedra e na política, como o ex-governador de São Paulo, Alberto Goldman.
Na atividade empresarial, Szajman explorou vários campos, com passagens pelo ramo imobiliário e pelo setor de turismo. O grande salto viria com a VR. De começo difícil e progresso lento, em mercado muito competitivo marcado pela presença de uma agressiva multinacional francesa, a VR Benefícios foi criada em 1977, a partir da instituição do Programa de Alimentação do Trabalhador, no Governo Geisel. 
A capitalização da VR deu condições para a empresa atravessar os períodos de crise, os sucessivos planos de intervenção econômica, como aconteceu nos períodos do Cruzado e do Plano Collor. 
Abram Abe Szajman passou aos filhos as principais funções executivas no grupo. Mais tarde, entre os anos de 2007 e 2008, vendeu sua carteira de clientes para empresas do setor, atuando exclusivamente como uma empresas de processamento financeiro das transações realizadas por seus clientes através dos cartões vale-refeição e vale-alimentação. Em 2013 ela volta ao mercado de benefícios, com atuação ativa no segmento de refeições conveniadas, fazendo entre várias parcerias, a com a Caixa Econômica Federal, se tornando a bandeira de vales-refeição e alimentação da instituição.
Desde então, não só a VR cresceu sua atuação, bem como o Grupo VR diversificou suas atividades, atuando, entre outros, no mercado imobiliário.
Casado com Cecília Zaclis, é pai de Cláudio Szajman, André Szajman e Carla Szajman.
Em entrevista ao Museu da Pessoa revelou aspectos significativos de sua vida, abrangendo desde sua infância durante a Guerra até a influência de seu pai. Sua trajetória inclui experiências no CPOR (Centro de Preparação de Oficiais da Reserva), a aquisição do primeiro carro, bem como sua carreira em uma corretora de valores e na indústria têxtil, além do envolvimento em entidades comerciais. Ao compartilhar suas vivências, ele detalhou como introduziu o sistema de refeição-convênio no Brasil, destacando sua inovação. Além disso, ressaltou a importância de compartilhar histórias pessoais, enfatizando valores como resiliência e comprometimento. 

## Fecomercio
Abram Szajman em 1968 filiou-se ao sindicato patronal do setor em que atuava e também ao Centro do Comércio do Estado de São Paulo. Sua atuação nessas organizações levou-o a postos de direção e à indicação para o Conselho de Representantes da Fecomercio. Em 1969 foi eleito para o Conselho do Serviço Nacional de Aprendizagem Comercial – Senac e em 1972 para o Conselho de Serviço Social do Comércio, Sesc, na Administração Regional de São Paulo.
Na Fecomercio, a partir de 1971 ocupou sucessivamente os cargos de tesoureiro, vice-presidente e presidente, reeleito desde 1984. Seu trabalho nas entidades do comércio o projetou nacionalmente: membro do Conselho de Líderes Permanentes do Fórum Gazeta Mercantil em 1989, foi agraciado pela ADVB – Associação dos Dirigentes de Vendas do Brasil – com o título de Homem de Vendas do ano de 1994. 
Em 2004, decorridos mais de seis décadas de sua fundação (em 1938) a Fecomercio passou a ter sede própria, como resultado de um processo de economia de recursos, iniciado quando Szajman ainda era tesoureiro da entidade. Com cinco andares e um heliponto, a nova sede está situada ao lado da Avenida Paulista.

## Outras atividades
Abram Szajman participa da gestão do Sesc, Senac e Sebrae, entidades mantidas por meio de contribuições dos empresários.
Participa de conselhos como o do Hospital Israelita Albert Einstein e do Incor. No Einstein, seu nome foi dado ao Centro de Educação e Saúde do Instituto Israelita de Ensino e Pesquisa Albert Einstein (vinculado ao Hospital). Foi um dos fundadores da ONG Instituto São Paulo contra a Violência, de atuação destacada na redução da criminalidade por meio do Disk Denúncia e de campanhas contra as drogas. Aceitou convite da Anistia Internacional para ser, no Brasil, um ativista dos Direitos Humanos, colocando seu nome e prestígio a serviço da luta contra prisões arbitrárias e cerceamento da liberdade. Na Anistia Internacional coube-lhe patrocinar a causa da família de José Del Carmen Álvarez Blanco, trabalhador rural de um povoado da Colômbia, sequestrado em 1990 e desde então desaparecido. 
Tornou-se benemérito da Casa Hope, a ONG do setor de oncologia que recebe, assiste, ampara educa e forma profissionalmente pacientes de câncer e seus familiares acompanhantes que, vindos de todos os estados do Brasil, sem recursos, procuram tratamento nos hospitais de São Paulo.
Foi presidente da Casa de Cultura de Israel, outra contribuição de empresários à cidade de São Paulo, que resultou na construção de um centro cultural moderno ao lado da estação Sumaré do metrô. Corinthiano desde a infância no Bom Retiro, já foi cogitado para a presidência do clube. 

## Condecorações
Em 1991, Szajman foi condecorado pelo presidente Fernando Collor com a Ordem do Mérito Militar no grau de Comendador especial. Outras condecorações incluem:
- Ordem de Rio Branco (1988)[11]
- Ordem do Mérito do Trabalho (1984)[11]
- Ordem do Mérito Judiciário Trabalhista (1989)[11]
- Ordem do Mérito Cultural (1998)[11]
- Ordem do Mérito Militar (1987, Comendador em 1991)[11][10]
- Ordem do Mérito Naval (1984)[11]
- Ordem do Mérito Aeronáutico (1990)[11]
- Ordem do Mérito Judiciário Militar (2000)[11]
- Bene Merito (2020)
- Krzyż Oficerski Orderu Zasługi Rzeczypospolitej Polskiej (2002)[12]